# Zapsalis abradens
Zapsalis abradens es la única especie conocida del género dudoso extinto  Zapsalis de dinosaurio celurosauriano dromeosáurido, que vivió a finales del período Cretácico, hace aproximadamente 75 millones de años, en el Campaniense en lo que es hoy Norteamérica. Conocido solo por un diente hallado en la Formación Judith River, en Montana, Estados Unidos, suele ser considerado dudoso debido a la naturaleza fragmentaria de sus fósiles, los cuales incluyen dientes pero no otros restos. La importancia de los dientes radica principalmente en que prueban la supervivencia de Dromaeosaurinae hasta finales del Cretácico Superior.

## Descripción
El diente tipo de Z. abradens es plano lingualmente, sin dentado mesial y 3 dentados distales por milímetro y tiene 1,2 centímetros de longitud total. Hay tres crestas linguales y cuatro labiales.. Currie & Evans, 2019 diagnosticaron a Zapsalis de Saurornitholestes al señalar que el tipo del primero carece de estrías mesiales y es cóncavo apicodistalmente y, por lo tanto, "recomendó que los dos géneros se mantuvieran separados". Los segundos dientes premaxilares de Zapsalis y otros dromeosáuridos pueden haber sido estructuralmente especializados para acicalar las plumas, como se ve también en algunos oviraptorosaurianos.

## Descubrimiento e investigación
Los fósiles de Zapsalis fueron descritos por primera vez por el paleontólogo estadounidense Edward Drinker Cope en 1876, pero como una especie del gran terópodo carnívoro Laelaps, ahora Dryptosaurus. Cope erigió 2 especies, Laelaps explanatus y L. laevifrons, la primera basada en una colección de 27 dientes y la segunda basada en un solo diente. No fue hasta más tarde en 1876 que Cope creó el género Zapsalis, con Z. abradens como tipo, basado en un segundo diente premaxilar. El nombre genérico se deriva del griego za~ , "minucioso", y psalis , "par de tijeras". El nombre específico significa "abrasión" en latín. Todos los fósiles fueron recolectados de estratos de edad campaniense de la formación río Judith en Montana, Estados Unidos. Cope nombró a Zapsalis durante las Guerra de los Huesos, su competencia con el paleontólogo de Yale Othniel Charles Marsh , para recolectar y describir tantos taxones fósiles como fuera posible.
Después de las Guerras de los Huesos, los fósiles tipo de Zapsalis y la especie Laelaps fueron vendidos al Museo Americano de Historia Natural de Nueva York. A raíz de las Guerras de los Huesos, los complicados errores en la taxonomía de los dinosaurios quedaron en manos de otros paleontólogos, y la especie Laelaps se trasladó a otros dinosaurios terópodos como Deinodon, Aublysodon, y Dromaeosaurus. Z. abradens fue trasladado a Dromaeosaurus y sinonimizado con el otro dromeosáurido Paronychodon . No fue hasta 2002 que Julia Sankey ea concluyó que los dientes representaban un "Dromaeosaurus? Morfotipo A" separado. En 2013, Derek Larson y Philip Currie reconocieron a Zapsalis como un taxón válido de la formaciones Judith River y Dinosaur Park. Los dientes se caracterizan por una combinación de dentículos redondeados, borde posterior recto y surcos verticales. Dientes similares de la Formación Milk River más antigua se remitieron a un cf. Zapsalis. En 2019, Currie y Evans anunciaron que los dientes de Zapsalis de la Formación Dinosaur Park representaron el segundo diente premaxilar de Saurornitholestes langstoni , en un artículo que describe un cráneo completo de esa especie. Los autores mantuvieron la especie distinta porque el holotipo de la especie tipo es probablemente indeterminado a nivel de especie. En cuanto a Laelaps explanatus y L. laevifrons, nunca se sinonimizaron con Zapsalis, pero se han sinonimizado con Saurornitholestes langstoni y, a su vez, también con Zapsalis.

## Paleoecología
Las 4 especies nombradas se conocen de la formación del río Judith, el sitio de las primeras expediciones de las tripulaciones de Edward Drinker Cope durante las primeras etapas de las Guerras de los Huesos, incluidos los descubrimientos de muchos taxones que él nombró, aunque ahora todos se consideran dudosos. Estos incluyen fósiles de grandes terópodos tiranosáuridos carnívoros como Aublysodon y Deinodon. En cuanto a los ornitisquios herbívoros, al igual que los hadrosáuridos pico de pato Trachodon y Cionodon. Los fósiles más comunes son los de los ceratopsianos cornudos como Monoclonius , Ceratops y Pteropelyx. Por último, el anquilosauriano acorazado Palaeoscincus se conoce por los dientes dispersos.